# Walk of Fame Europe

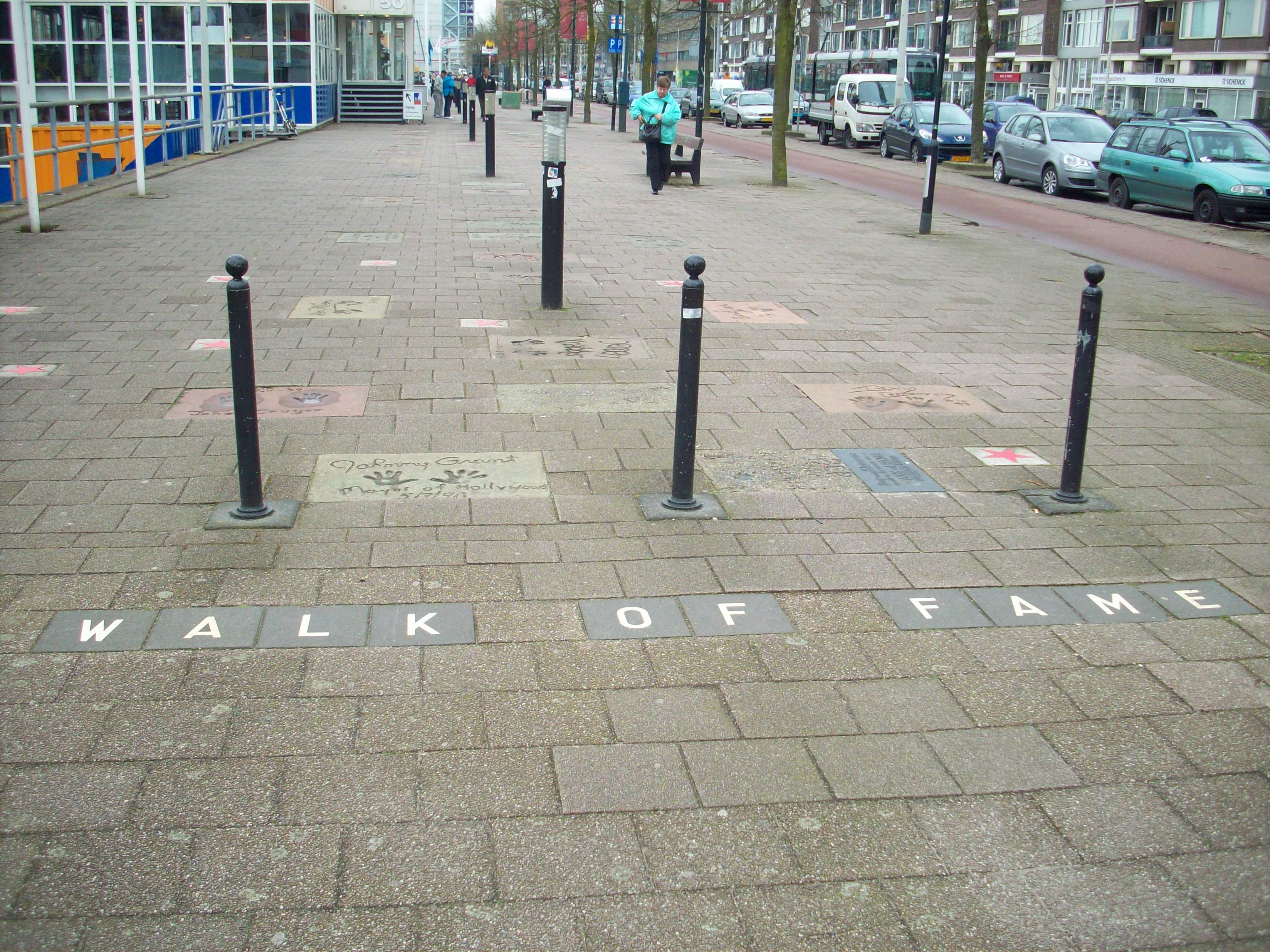
La Walk of Fame Europe come appariva nel 2014

La Walk of Fame Europe è stata una Walk of Fame inaugurata a Rotterdam nel 1990 e chiusa nel 2022.
È stata la Walk of Fame più importante d'Europa.

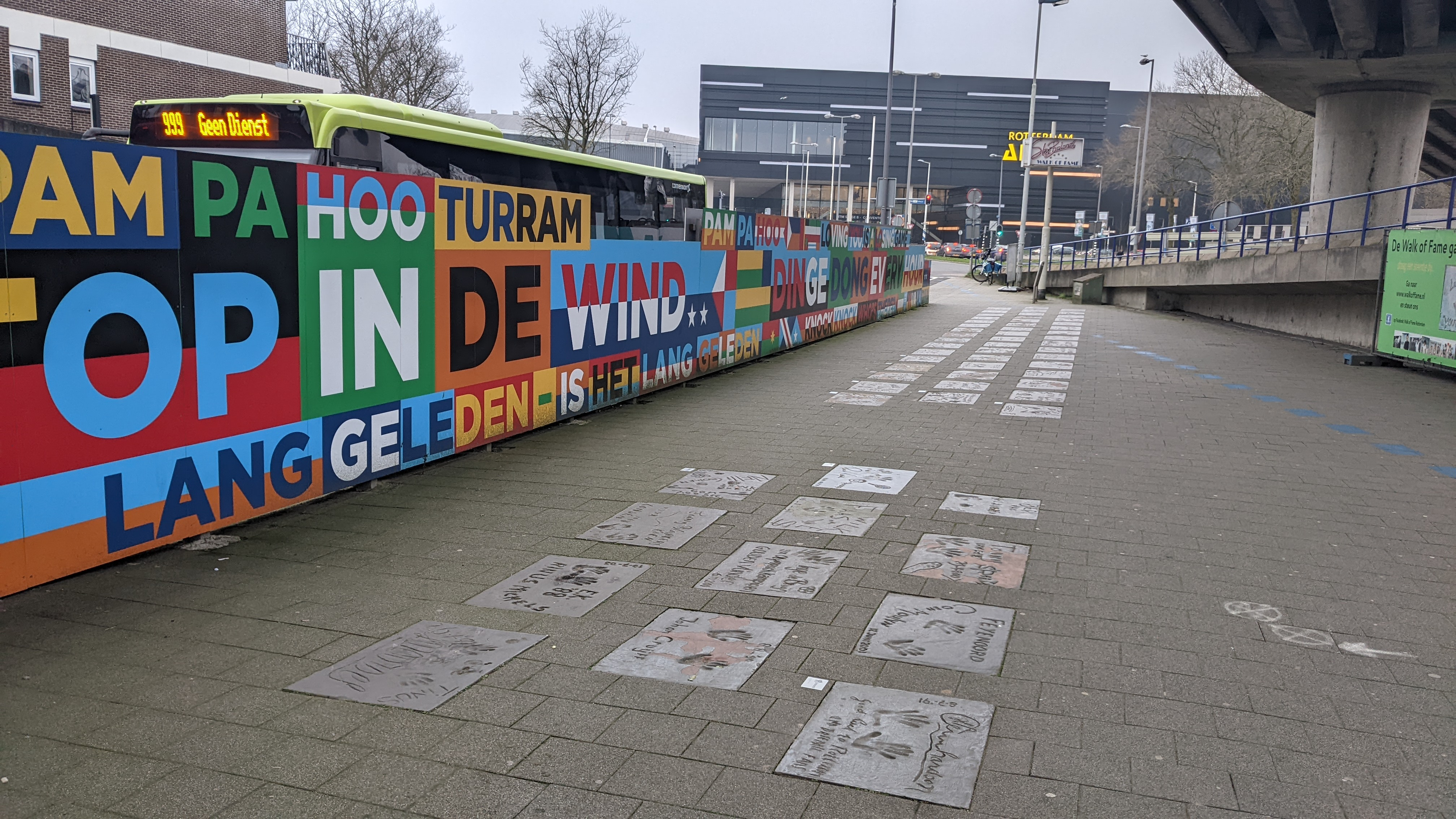
Walk of Fame Europe di Rotterdam nel 2022

## Descrizione
Inaugurata il 5 maggio 1990 dallo storico "sindaco onorario" di Hollywood Johnny Grant, consisteva in piastrelle di cemento di 90 x 60 centimetri inserite in una pavimentazione posta al centro della città portuale, nell'appositamente rinominata Sterrenboulevard ("Viale delle stelle") vicino al Maritiem Museum.
Molte celebrità olandesi e internazionali vi hanno apposto la propria impronta personalizzata (da Al Bano a Dionne Warwick, da Grace Jones a Laura Pausini, da Lionel Richie a Johnny Logan, da Paolo Conte a Tina Turner, da Zucchero agli Spandau Ballet).
Tale lastricata di piastrelle dedicata alla fama è stata, però, funestata da diversi problemi tecnici, soprattutto per il mantenimento del buono stato delle piastrelle e, poi, per la scelta di un luogo definitivo dove collocarla a Rotterdam, visti i riammodernamenti dei quartieri centrali della città occorsi: dopo un primo trasloco della camminata nel 2010 in un'area centrale più a sud (che però poteva contenerne al massimo 50 e fu, perciò, necessaria fare una selezione; la nuova camminata venne inaugurata nel 2014), dopo qualche anno si rese necessario trasferire nuovamente tutto il progetto, ma alla fine si decise di non continuarlo più a causa della mancanza di reperibilità di fondi.
Il 4 aprile 2022, così, la pavimentazione con le 60 piastrelle è stata smantellata definitivamente e le stesse sono state in parte consegnate ai rispettivi proprietari o vendute a vari musei o ad aste per beneficenza.